# Miresa
Miresa is een geslacht van vlinders van de familie slakrupsvlinders (Limacodidae), uit de onderfamilie Limacodinae.

## Soorten
- M. acallis Swinhoe, 1906
- M. albipuncta (Herrich-Schäffer, 1854)
- M. alma Druce, 1898
- M. aquila Druce, 1899
- M. argentea (Druce, 1887)
- M. argentifera Walker, 1855
- M. aspera Hering, 1931
- M. basirufa Hering, 1941
- M. bilineata Hering, 1928
- M. binea Druce, 1899
- M. bracteata Butler, 1880
- M. brunnea (Semper, 1902)
- M. burmensis Hering, 1931
- M. canescens Hampson, 1896
- M. clarissa (Stoll, 1790)
- M. coccinea Hampson, 1910
- M. decedens Walker, 1855
- M. exigua Hering, 1931
- M. fulgida Wileman, 1910
- M. fuscidorsalis Hering, 1931
- M. fuscoflava Dognin, 1910
- M. gilba Karsch, 1899
- M. gliricidiae Hering, 1933
- M. habenichti Wichgraf, 1913

- M. haematoessa Hampson, 1910
- M. incredibilis Hering, 1931
- M. inornata Walker, 1855
- M. livida West, 1940
- M. melanosticta Bethune- Baker, 1909
- M. metathermistis Hampson, 1910
- M. muramatsui Kawada, 1930
- M. nivaha Moore, 1858
- M. orgyoides Van Eecke, 1929
- M. pallivitta Moore, 1877
- M. phocea Hampson, 1910
- M. pura West, 1932
- M. pyronota Hampson, 1910
- M. pyrosoma Butler, 1882
- M. scotopepla Hampson, 1900
- M. semicalida Hampson, 1910
- M. sibinoides Hering, 1931
- M. sobrina Druce, 1898
- M. sola Swinhoe, 1901
- M. strigivena Hampson, 1910
- M. thermistis Hampson, 1910
- M. urga Hering, 1933
- M. venosa Dyar, 1906